# مهمت امین کرامحمت
مهمت امین کرامحمت (انگلیسی: Mehmet Emin Karamehmet؛ زادهٔ ۱۹۴۴ (۸۰–۸۱ سال)) کارآفرین، سرمایه‌دار، مدیر اجرایی و اهالی کسب‌وکار اهل ترکیه است، که هم‌اکنون به‌عنوان مالک و رئیس هیئت مدیره شرکت چوکوروا هلدینگ فعالیت می‌کند.